# Примитивна уметност
Примитивна уметност је уметност која је настала код примитивних народа у доба праисторије како и код примитивних народа у Африци, Аустралији и Океанији као и у индијанским културама у Јужној и Северној Америци. Ова уметност се заснива на традицији. У 20. веку је ова архаична уметност изазвала велику пажнју нарочито од стране кубиста и експрециониста.
Под овим именом по некада се подразумева и уметност аутодидакта и наивна уметност која се назива и инситна, а не наивна као и уметност природних народа уместо примитивних народа.